# PPG Industries
PPG Industries es una empresa estadounidense Fortune 500  y proveedor global de pinturas, revestimientos y materiales especiales. Con sede en Pittsburgh, Pensilvania, PPG opera en más de 70 países de todo el mundo. Por ingresos es la empresa de recubrimientos más grande del mundo, seguida de Sherwin-Williams. Tiene su sede en PPG Place, un complejo comercial y de oficinas en el centro de Pittsburgh, y es conocida por su fachada de vidrio diseñada por el arquitecto posmoderno Philip Johnson.

## Adquisición de Comex
El 5 de noviembre de 2014 PPG cerró un acuerdo para comprar el mexicano Consorcio Comex, S.A. de C.V. (“Comex”) por $2,300 millones.